# نيك هدسون
نيك هدسون (بالإنجليزية: Nick Hudson)‏ هو مجدف أسترالي، ولد في 7 أكتوبر 1983 في سيدني في أستراليا.

## وصلات خارجية
- نيك هدسون على موقع الاتحاد الدولي للتجديف (الإنجليزية)